# Mont Apo
|  | Aquest article tracta sobre el volcà de les Filipines. Si cerqueu el moviment polític d'esquerres alemany APO, vegeu «Oposició Extraparlamentària». |

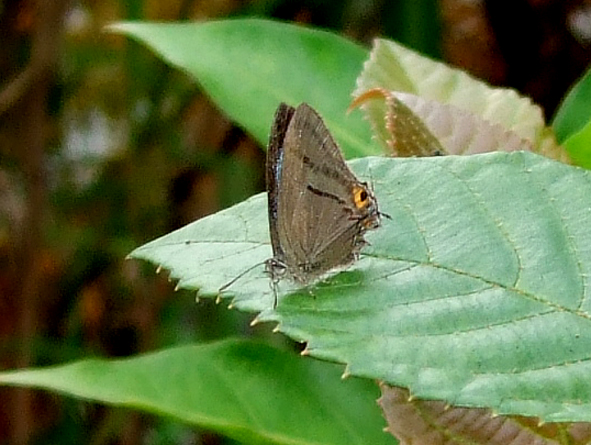
Tajuria igolotiana al mont Apo.

El Mont Apo (cebuà: Bukid Apo; filipí: Bundok Apo) és un estratovolcà sulfatàric potencialment actiu que es troba a l'illa de Mindanao, a les Filipines. Amb una elevació de 2.954 m.s.n.m és la muntanya més elevada de les Filipines. El 9 de maig del 1936 el volcà fou declarat parc nacional pel president filipí Manuel L. Quezon. A finals de març de 2016, com a conseqüència dels efectes del Niño, van originar-se diversos incendis als vessants del volcà que van causar una espessa boira.

## Geologia
La geologia del mont Apo encara és poc coneguda. El volcà presenta un cim relativament aplanat amb tres pics. El pic sud-oest, conegut com a volcà Davao, és el més elevat i presenta un cràter de 500 metres d'amplada amb un petit llac a l'interior; aquest és un volcà andesític a dacític. A l'extrem nord s'hi troba el volcà més jove dels tres. Al sud-est hi ha una línia de fissures amb emanacions de sofre que s'estén a partir dels 2400 m i fins al cim. El complex volcànic de l'Apo forma part de la serralada central de Mindanao, i constitueix en sud d'un cinturó volcànic amb tendència nord a sud amb volcans quaternaris i pliocens. Els volcans del complex estan formats per andesita piroxènica, dacita i andesita i presenten mineralitzacions de sofre, coure, així com carbó.

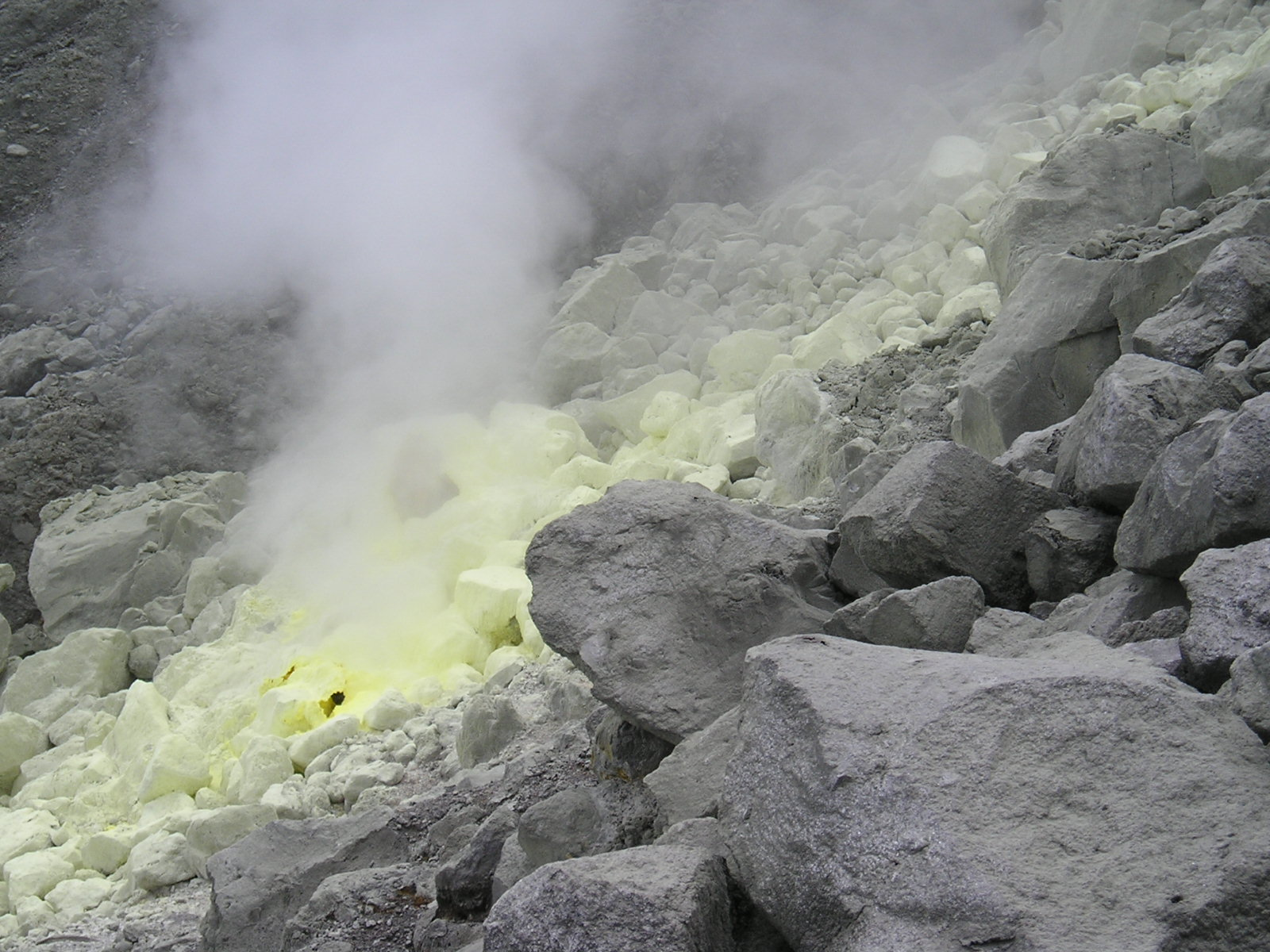
Emanació de sulfur al mont Apo
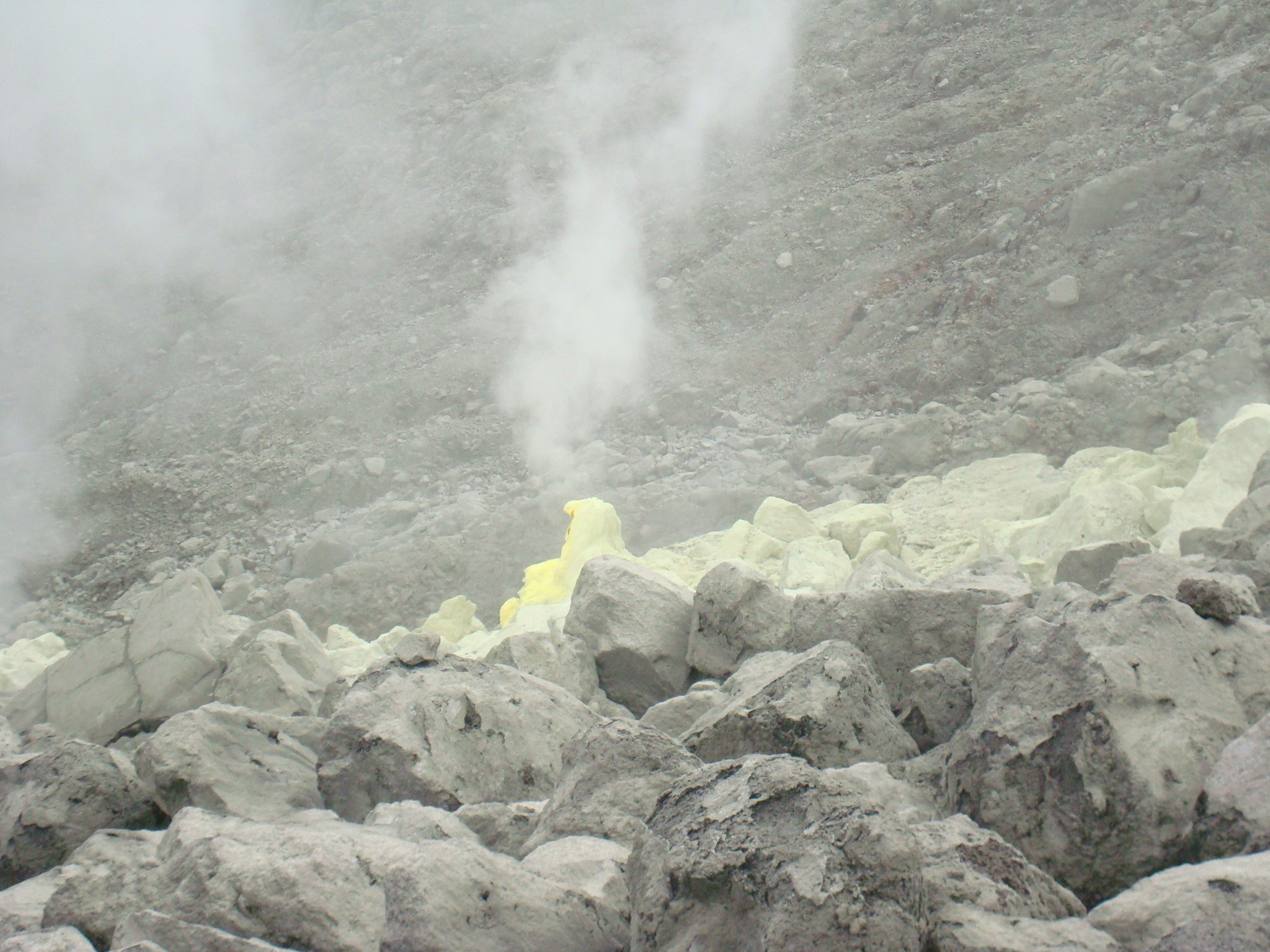
Emanació de sulfur al mont Apo.

## Medi Ambient

### Catalogació

#### Parc nacional
El 9 de maig de 1936 el president Manuel L. Quezon va declarar la zona com a parc nacional a través de la Proclamació núm. 59; més tard es va actualitzar amb la Proclamació núm. 35 (8 de maig del 1966) i la núm 882 (24 de setembre de 1996). El 3 de febrer del 2004, l'aprovació de la Llei de la República núm. 9237 va catalogar el mont Apo com a àrea protegida dins la categoria de parc natural amb una àrea de 54.974,87 hectàrees; i amb dues àrees perifèriques de 2.571,73 i 6.505,40 hectàrees que servien de zones d'amortiment.

#### Patrimoni mundial de la UNESCO
El Departament de Medi Ambient i Recursos Naturals de la UNESCO (DENR per les seves sigles en anglès) va pujar el mont Apo el desembre de 2009 per a incloure'l a la llista de candidats a Patrimoni mundial de la UNESCO. El DENR considera la muntanya com un lloc de gran rellevància per les espècies endèmiques de Mindanao. A més a més, la zona té una de les majors diversitats biològiques terrestres per unitat d'àrea en termes de flora i fauna. La muntanya presenta fins a tres formacions de bosc diferents: des de les selves tropicals de terres baixes fins als boscos de mitja muntanya, així com els boscos d'alta muntanya. Una part dels vessants orientals es troben també inclosos a la Xarxa d'Hidrologia, Política i Vida del Medi Ambient (HELP) de la UNESCO que es dedica a fomentar la col·laboració entre les diferents parts interessades de les conques hidrogràfiques.

### Fauna
La muntanya és l'hàbitat de més de 272 espècies d'ocell, 111 de les quals són endèmiques de la zona. També és l'hàbitat d'una de les àguiles més grosses del món, l'àguila de les Filipines, que es troba en perill crític i és l'ocell nacional.

## Clima
El clima del mont Apo sol ser plujós. La precipitació es reparteix relativament al llarg de l'any, mentre que la temperatura mitjana va des dels 26,4 °C del gener als 27,9 °C de l'abril. La humitat relativa mitjana varia entre el 78% del març i l'abril al 82% del juny i juliol.